# Anton Ferjančič
Anton Ferjančič (s partizanskim imenom Zvonko), slovenski častnik, partizan, prvoborec in narodni heroj, * 3. april 1915, Gradišče pri Vipavi, † 23. januar 1990.

## Življenjepis
Anton Ferjančič je bil pred vojno gozdni delavec. Maja 1941 je dezertiral iz italijanske vojske in se novembra istega leta pridružil Primorski četi. Leta 1942 je bil sprejet v KPS. Bil je komandir Vipavske čete, intendant Gregorčičevega bataljona in spremeljevalec komandanta Soškega odreda. Po kapitulaciji Italije je bil politični komisar zalednega bataljona v Ajdovščini, nato komandir zaščitne čete pri Pokrajinskem komiteju KPS za Primorsko in Istro. Jeseni 1944 je obiskoval oficirsko šolo Glavnega štaba NOV in POS, kasneje pa je bil komandant Čepovana, Kranja in Škofje Loke. Po osvoboditvi je bil direktor lesnoindustrijskih podjetij v Ajdovščini.

## Napredovanja
- rezervni kapetan JLA (?)

## Odlikovanja
- red narodnega heroja
- red za hrabrost
- red zaslug za ljudstvo II. stopnje
- red bratstva in enotnosti II. stopnje
- red partizanske zvezde III. stopnje
- partizanska spomenica 1941